# Блу-Ай (Арканзас)
Блу-Ай (англ. Blue Eye, Arkansas) — город, расположенный в округе Карролл (штат Арканзас, США) с населением в 36 человек по статистическим данным переписи 2000 года.
Блу-Ай находится рядом с одноимённым городом штата Миссури.

## География
По данным Бюро переписи населения США город Блу-Ай имеет общую площадь в 0,26 квадратных километров, водных ресурсов в черте населённого пункта не имеется.
Блу-Ай расположен на высоте 393 метра над уровнем моря.

## Демография
По данным переписи населения 2000 года в Блу-Ай проживало 36 человек, 11 семей, насчитывалось 14 домашних хозяйств и 18 жилых домов. Средняя плотность населения составляла около 180 человек на один квадратный километр. Расовый состав Блу-Ай по данным переписи распределился следующим образом: 91,67 % белых, 8,33 % — представителей смешанных рас.
Из 14 домашних хозяйств в 21,4 % — воспитывали детей в возрасте до 18 лет, 64,3 % представляли собой совместно проживающие супружеские пары, в 14,3 % семей женщины проживали без мужей, 21,4 % не имели семей. 21,4 % от общего числа семей на момент переписи жили самостоятельно, при этом 7,1 % составили одинокие пожилые люди в возрасте 65 лет и старше. Средний размер домашнего хозяйства составил 2,57 человек, а средний размер семьи — 2,91 человек.
Население города по возрастному диапазону по данным переписи 2000 года распределилось следующим образом: 19,4 % — жители младше 18 лет, 8,3 % — между 18 и 24 годами, 33,3 % — от 25 до 44 лет, 22,2 % — от 45 до 64 лет и 16,7 % — в возрасте 65 лет и старше. Средний возраст жителей составил 38 лет. На каждые 100 женщин в Блу-Ай приходилось 89,5 мужчин, при этом на каждые сто женщин 18 лет и старше приходилось 93,3 мужчин также старше 18 лет.
Средний доход на одно домашнее хозяйство в городе составил 21 875 долларов США, а средний доход на одну семью — 36 250 долларов. При этом мужчины имели средний доход в 21 000 долларов США в год против 40 417 долларов среднегодового дохода у женщин. Доход на душу населения в городе составил 15 358 долларов в год. Все семьи Блу-Ай имели доход, превышающий уровень бедности.

## В культуре
Блу-Ай – родной город персонажа романов Стивена Хантера о снайпере вьетнамской войны Бобе Ли Суэггере.